# Eurielec linux

Logotipo de Eurielec

Eurielec linux es una distribución de linux desarrollada por Eurielec, un club de informática y electrónica formado por alumnos de la Escuela Técnica Superior de Ingenieros de Telecomunicación de Madrid.. Eurielec linux fue la primera distribución de linux en castellano, y estuvo en desarrollo hasta mayo de 2001, cuando se abandonó el proyecto no solo por falta de tiempo y gente que pudiese trabajar en ella, sino porque ya existían otras muchas distribuciones en castellano con los mismos objetivos que lo hicieron nacer.

## Historia del proyecto
El proyecto comenzó en el año 1997 a manos de Fernando Herrera de las Heras y Guillermo Pérez Pérez, dos estudiantes de Telecomunicaciones en la Universidad Politécnica de Madrid.
El objetivo principal de este proyecto era desarrollar una distribución linux en castellano, que se acercase a aquellos usuarios que no disponían de grandes conocimientos de instalación y manejo de linux (originalmente otros alumnos de la escuela), haciendo estas tareas un poco más sencillas para que pudiesen empezar a utilizarlo en sus casas. También se buscaba ofrecer una conexión fácil a internet, así como un entorno X vistoso y numerosos paquetes útiles preinstalados.

### Comienzos
Los desarrolladores contactaron con RedHat y obtuvieron el código fuente del programa de instalación (que posteriormente traducirían al castellano). Se creó la primera versión de la distribución, de la que se produjo una tirada de 300 CD serigrafiados que se enviaron por correo a aquellos que deseaban adquirirlo.
La idea gustó a los usuarios, lo que permitió que el proyecto siguiese adelante con nuevas versiones. La segunda versión lanzada (Release 2) incluía correcciones de algunos bugs de la primera versión así como actualizaciones de los programas que se incluían en la distribución. Esta versión recibió apoyo por parte de la revista Sólo Programadores, quienes incluyeron CD de ella en el número de mayo de 1998. Esto supuso que la distribución se extendiese por todos los quioscos de España, dando un importante apoyo al proyecto.

### Versión 2.0
La versión 2 de la distribución llegó con el lanzamiento de RedHat 5.1, que corregía muchos de los fallos que había en las anteriores distribuciones (causados por fallos de la anterior versión de RedHat).
Posteriormente se desarrolló la versión 2.1 de Eurielec Linux, que fue la que más éxito tuvo debido a la experiencia acumulada de los desarrolladores, así como a la estabilidad que demostró la versión 5.1 de RedHat. De esta versión se hicieron una gran cantidad de reediciones.

### Versión 3.0 y fin del proyecto
Esta versión incluyó las novedades que habían aparecido hasta el momento, como la versión 2.2 del kernel linux o la versión 6.0 de RedHat. Se empezó a pensar en separar la distribución en 2 CD para así poder incluir un mayor número de utilidades.
Tras el lanzamiento de la versión 3.0, y cuando la versión 3.1 ya estaba en desarrollo, se paró el proyecto Eurielec Linux, no llegando esta última a ser publicada.